# Rockie Lynne

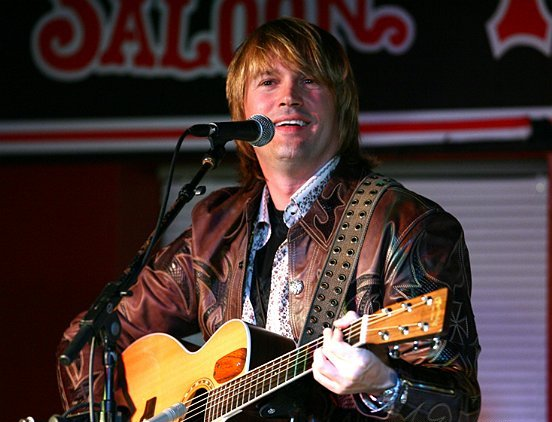
Rockie Lynne

Rockie Lynn Rash (* 14. November 1964 in Statesville, North Carolina) ist ein amerikanischer Country-Sänger, der unter dem Namen Rockie Lynne bekannt wurde. Er unterschrieb Ende 2005 einen Plattenvertrag bei Universal South Records und veröffentlichte sein Debüt-Album im Frühjahr 2006. Aus diesem Album erreichten drei Titel die Billboard Hot Country Songs-Charts, eingeschlossen das Stück Lipstick, das Platz 29 erreichte.
Nachdem er von der Liste von Universal South im Jahr 2007 heruntergenommen worden war, unterschrieb er beim Label Robbins Nashville, wo er im Jahr 2008 seine vierte Single, I Can’t Believe It’s Me, herausbrachte.

## Leben
Rockie Lynne Rash wurde in Statesville adoptiert. Seine Familie besteht aus Southern Baptists. Im Alter von zwölf Jahren kaufte er eine Gitarre von einem Onkel, außerdem einen Plattenspieler und Platten von Jimi Hendrix und Kiss, die er im Kleiderschrank hörte. Später spielte er im Jazz-Ensemble seiner High School und in lokalen Bands.
Nach der Schulzeit wurde er Soldat der United States Army und diente als Fallschirmjäger in der 82nd Airborne Division in Fort Bragg in North Carolina. Nach Ende seiner Dienstzeit in der Armee besuchte Lynne das Guitar Institute of Technology auf Kosten der Armee. Zwischenzeitlich hatte er wenig Glück bei der Suche nach einem Plattenvertrag. Danach zog er nach Myrtle Beach, wo er mit dem lokal bekannten Musiker Mike Shane zusammenarbeitete. Er folgte Shane in den frühen 1990er Jahren nach Nashville, wo er als Background-Musiker für die Musiker The McCarters und den Sohn von Merle Haggard, Noel Haggard auftrat. Er wollte aber auch seine eigene Musik spielen, so dass er begann, eigene Titel aufzunehmen und herauszubringen. Schließlich zog er dann nach Coon Rapids. Später zog er zurück nach Nashville und startete seine Musikkarriere. Er wurde von einem Mitarbeiter der Warner Music Group entdeckt, der ihn zu Universal South Records weiterempfahl.

### Karriere als Musiker
Bei Universal South Records unterschrieb er im Jahr 2005 einen Plattenvertrag und brachte seine erste Single Lipstick später im Jahr unter dem Namen Rockie Lynne heraus. Dieser Titel wurde seine erste Single in den Charts. Sie erreichte Platz 29 auf den Billboard Country-Singlecharts. Sie war die erste Single, die aus seinem Album ausgekoppelt wurde, das im Mai 2006 bei Universal South erschien. Die anderen beiden Singles aus dem Album – Do We Still und More – verfehlten beide die Top 40, sie erreichten Platz 46 bzw. Platz 48, und Lynnie verließ das Label im Jahr 2007. Ein Independent-Album, Twilight, erschien im Februar 2007.
Er trat bislang vierzehnmal auf der Bühne der Grand Ole Opry auf.
Ende 2007 war er der erste Künstler, der beim Label Robbins Nashville einen Vertrag unterschrieb, einem neu eingerichteten Independent-Label gegründet von der New Yorker Firma Robbins Entertainment. Er erreichte die Charts im Jahr 2008 zum vierten Mal auf Platz 49 mit dem Titel I Can’t Believe It’s Me.
Als Veteran der US-Army wird er oft für Auftritte auf patriotischen oder militärischen Veranstaltungen gebucht, seine Originalsongs sind ordentlich lizenziert für den Gebrauch in Verbindung mit Programmpunkten, die Veteranen oder patriotische Themen betreffen.
Lynnie ist der Gründer einer landesweiten Wohltätigkeitsorganisation namens „Tribute To The Troops“, die im Jahr 2004 in Minnesota gegründet wurde. Diese Organisation hat vier Regionalverbände. Sie befinden sich in Minnesota, Illinois, Oregon und North Carolina. Diese gemeinnützige Organisation hat Spenden von über 300.000 $ für einen Ausbildungsfonds erzielt, die das Schulgeld für Kinder bezahlt, die einen Erziehungsberechtigten während dessen Dienstzeit verloren haben.
Seine Lieder werden regelmäßig in regionalen und nationalen Networks gespielt, zum Beispiel in einem Programm von Wisconsin Public Television, dass einen Emmy gewonnen hat, in Episoden von Criminal Minds oder bei Ausstrahlungen von „Fox NFL Sunday“.

## Diskografie

### Alben
| Jahr | Titel        | Höchstplatzierung, Gesamtwochen, AuszeichnungChartplatzierungen (Jahr, Titel, Platzierungen, Wochen, Auszeichnungen, Anmerkungen) | Höchstplatzierung, Gesamtwochen, AuszeichnungChartplatzierungen (Jahr, Titel, Platzierungen, Wochen, Auszeichnungen, Anmerkungen) | Anmerkungen             |
| Jahr | Titel        | US | Country | Anmerkungen             |
| ---- | ------------ | --- | --- | ----------------------- |
| 2006 | Rockie Lynne | US163 (1 Wo.)US | Country29 (4 Wo.)Country | Universal South Records |

Weitere Alben
- 2007: Twilight
- 2010: The Early Years
- 2010: The Dam Show
- 2010: Songs for Soldiers
- 2014: Radio Road

### Singles
| Jahr | Titel Album              | Höchstplatzierung, Gesamtwochen, AuszeichnungChartsChartplatzierungen (Jahr, Titel, Album, Platzierungen, Wochen, Auszeichnungen, Anmerkungen) | Anmerkungen |
| Jahr | Titel Album              | Country | Anmerkungen |
| ---- | ------------------------ | --- | ----------- |
| 2005 | Lipstick Rockie Lynne    | Country29 (21 Wo.)Country |             |
| 2006 | Do We Still Rockie Lynne | Country46 (14 Wo.)Country |             |
| 2007 | More Rockie Lynne        | Country48 (21 Wo.)Country |             |
| 2008 | I Can’t Believe It’s Me  | Country49 (14 Wo.)Country |             |

### Musikvideos
| Jahr | Titel       | Regie            |
| ---- | ----------- | ---------------- |
| 2006 | Lipstick    | Trey Fanjoy      |
| 2006 | Do We Still | Stephen Shepherd |